# 新竹市政府
24°48′24″N 120°58′08″E / 24.8067131°N 120.9688414°E
新竹市政府是中華民國新竹市最高層級的地方行政機關，在中華民國政府架構中為省轄市自治機關，同時負責執行中央機關委辦事項，新竹市的自治監督機關為行政院各部會（主要為內政部）。

## 組織架構
新竹市政府15個處、6個所屬一級機關、21個所屬二級機關、3個區公所及47所市立中小學及幼兒園，合計92個機構
一級單位
- 新竹市政府民政處
- 新竹市政府社會處
- 新竹市政府財政處
- 新竹市政府產業發展處
- 新竹市政府教育處
- 新竹市政府工務處
- 新竹市政府交通處
- 新竹市政府都市發展處
- 新竹市政府地政處
- 新竹市政府勞工及青年處[1]
- 新竹市政府城市行銷處
- 新竹市政府行政處
- 新竹市政府人事處
- 新竹市政府主計處
- 新竹市政府政風處

一級機關
- 新竹市警察局
- 新竹市消防局
- 新竹市衛生局
- 新竹市文化局
- 新竹市環境保護局
- 新竹市稅務局

二級機關
- 民政處：戶政事務所（3所）、殯葬管理所
- 產業發展處：動物園、動物保護及防疫所、公有零售市場(6個)
- 教育處：體育場、家庭教育中心
- 工務處：公園及觀光區設施維護管理中心
- 勞工及青年處：青年發展中心
- 地政處：地政事務所
- 衛生局：衛生所（3所）、長期照顧管理中心

派出機關
- 東區區公所
- 北區區公所
- 香山區公所

各級學校、幼兒園
- 新竹市立各高級中學（3所）
- 新竹市立各國民中學（12所）
- 新竹市各國民小學（29所）
- 新竹市立新竹幼兒園

市營事業機構
- 私法人—新竹農產運銷股份有限公司

## 外部連結
- （繁體中文）（英文）新竹市政府 （页面存档备份，存于）
- 新竹市市民卡主題網 （页面存档备份，存于）